# Charles Spaak
Pour les articles homonymes, voir Spaak.
Charles Spaak, né le 25 mai 1903 à Saint-Gilles (Bruxelles) et mort le 4 mars 1975 à Nice, est un scénariste belge.

## Biographie
Avec Jacques Prévert, Charles Spaak est un des plus importants scénaristes du cinéma français des années 1930 et 1940.
Charles Spaak est né à Bruxelles.  Il est le fils de Paul Spaak, dramaturge et poète, et de Marie Janson, première femme parlementaire belge, ainsi que le frère de Paul-Henri Spaak, qui sera premier ministre de Belgique, et de Claude Spaak, auteur dramatique.
Charles Spaak arrive en France vers la fin de la décennie 1920.  Son compatriote le cinéaste Jacques Feyder l'engage comme secrétaire, puis au début de l'année 1927 comme assistant stagiaire à l'occasion d'un voyage de repérage en Indochine pour un projet (avorté) d'adaptation du roman de Pierre Benoit Le Roi lépreux, qui donnera néanmoins le documentaire sur Angkor Au pays du roi lépreux, avant de lui confier l'adaptation pour le cinéma de la pièce de boulevard Les Nouveaux Messieurs, film qui sera un temps interdit.  Par la suite, Spaak scénarise les trois films les plus célèbres de Jacques Feyder : Le Grand Jeu, Pension Mimosas et La Kermesse héroïque.  Spaak est également le scénariste du chef-d'œuvre de Jean Renoir La Grande Illusion (1937), un drame d'aventures aux accents pacifistes qui connait un grand succès en France et aux États-Unis avant de devenir le premier long-métrage français à recevoir une nomination à l'Oscar du meilleur film.
Spaak travaille aussi régulièrement avec Jean Grémillon (l'adaptation et les dialogues de Gueule d'amour (1937), Le ciel est à vous (1943)), Julien Duvivier (La Belle Équipe (1936), La Fin du jour (1938)) et, par la suite, Henri Calef à la fin de la Seconde Guerre mondiale (pour le film Jéricho sorti en 1946), et André Cayatte avec qui il écrit quatre films sur le thème de la justice : Justice est faite (1950), Nous sommes tous des assassins (1950), Avant le déluge (1952),  et Le Dossier noir (1953). 
En 1948, Spaak présente ce qui sera son seul film en tant que réalisateur : Le Mystère Barton, un drame policier mettant en vedette Fernand Ledoux et Françoise Rosay.  En 1952, il écrit le scénario du film belge Le Banquet des fraudeurs, réalisé par Henri Storck, produit par Frantz Van Dorpe (nl) pour Tevefilm/Efilm.
Durant la guerre, Charles Spaak aurait participé à l'activité du réseau dit Orchestre rouge, comme Suzanne Spaak, épouse de son frère Claude, fusillée en 1944 par les nazis.
Il est le père des actrices Catherine Spaak et Agnès Spaak, et l'oncle d'Antoinette Spaak.
Il est inhumé au cimetière de Vence (concession reprise).

## Filmographie

### Scénariste
- 1928 : Conte Cruel de Gaston Modot (court métrage)
- 1929 : Les Nouveaux Messieurs de Jacques Feyder (court métrage)
- 1930 : La Petite Lise de Jean Grémillon
- 1931 : Daïnah la métisse de Jean Grémillon
- 1931 : Un coup de téléphone de Georges Lacombe
- 1932 : Pan ! Pan ! de Georges Lacombe (court métrage)
- 1932 : Affaire classée de Charles Vanel (court métrage)
- 1932 : Ce cochon de Morin de Georges Lacombe
- 1933 : L'Abbé Constantin de Jean-Paul Paulin
- 1933 : Le Grand Jeu de Jacques Feyder
- 1934 : La Maison dans la dune de Pierre Billon (+ dialogues)
- 1934 : Adémaï au Moyen Âge de Jean de Marguenat (adaptation)
- 1935 : La Bandera de Julien Duvivier
- 1935 : Pension Mimosas de Jacques Feyder
- 1935 : La Kermesse héroïque de Jacques Feyder
- 1935 : Les Beaux Jours de Marc Allégret
- 1935 : Die klugen Frauen de Jacques Feyder
- 1935 : Veille d'armes de Marcel L'Herbier
- 1936 : La Belle Équipe de Julien Duvivier
- 1936 : L'Homme du jour de Julien Duvivier
- 1936 : Les Loups entre eux de Léon Mathot
- 1936 : La Porte du large de Marcel L'Herbier
- 1936 : Le Secret de Polichinelle d'André Berthomieu
- 1936 : La Terre qui meurt, de Jean Vallée
- 1937 : La Grande Illusion de Jean Renoir
- 1937 : Gueule d'amour de Jean Grémillon
- 1937 : Aloha, le chant des îles de Léon Mathot
- 1937 : L'Étrange Monsieur Victor de Jean Grémillon
- 1937 : Mollenard de Robert Siodmak
- 1937 : Une femme sans importance de Jean Choux
- 1938 : L'Entraîneuse d'Albert Valentin
- 1938 : La Fin du jour de Julien Duvivier
- 1938 : Le Récif de corail de Maurice Gleize
- 1939 : Le Dernier Tournant de Pierre Chenal
- 1939 : La Piste du Nord de Jacques Feyder
- 1940 : Untel père et fils de Julien Duvivier
- 1940 : L'Empreinte du dieu de Léonide Moguy
- 1941 : L'Assassinat du père Noël de Christian-Jaque
- 1941 : La Maison des sept jeunes filles d'Albert Valentin
- 1941 : Premier Bal de Christian-Jaque
- 1942 : Le Lit à colonnes de Roland Tual
- 1943 : À la belle frégate d'Albert Valentin
- 1943 : L'Escalier sans fin de Georges Lacombe
- 1943 : L'École de Barbizon de Marco de Gastyne (court métrage), auteur du commentaire
- 1943 : Le ciel est à vous de Jean Grémillon
- 1943 : Le Comte de Monte-Cristo de Robert Vernay d'après Alexandre Dumas
- 1944 : Le Père Goriot de Robert Vernay d'après Honoré de Balzac
- 1944 : Les Caves du Majestic de Richard Pottier
- 1945 : L'Affaire du collier de la Reine de Marcel L'Herbier, d'après Alexandre Dumas
- 1945 : Jericho d'Henri Calef
- 1945 : La Part de l'ombre de Jean Delannoy
- 1946 : Panique de Julien Duvivier
- 1946 : La Revanche de Roger la Honte d'André Cayatte
- 1946 : L'Homme au chapeau rond de Pierre Billon
- 1946 : L'Idiot de Georges Lampin
- 1947 : Éternel Conflit de Georges Lampin
- 1947 : Les Chouans d'Henri Calef, d'après le roman d'Honoré de Balzac
- 1948 : D'homme à hommes de Christian-Jaque
- 1948 : Une belle garce de Jacques Daroy
- 1948 : Retour à la vie : Le retour d'Antoine de Georges Lampin
- 1948 : Retour à la vie : Le retour de René de Jean Dréville
- 1948 : Retour à la vie : Le retour de tante Emma d'André Cayatte
- 1950 : Black Jack de Julien Duvivier
- 1950 : Justice est faite d'André Cayatte
- 1952 : Adorables Créatures de Christian-Jaque
- 1952 : Les Sept péchés capitaux : L'Avarice et la colère de Eduardo De Filippo
- 1952 : Le Banquet des fraudeurs d'Henri Storck
- 1952 : Nous sommes tous des assassins d'André Cayatte
- 1953 : Avant le déluge d'André Cayatte
- 1953 : Thérèse Raquin de Marcel Carné
- 1953 : Jeunes Mariés, de Gilles Grangier
- 1953 : Le Grand jeu de Robert Siodmak
- 1954 : La Pensionnaire (La spiaggia), d'Alberto Lattuada
- 1954 : Rumeur publique (Opinione pubblica), de Maurizio Corgnati
- 1955 : Le Dossier noir d'André Cayatte
- 1955 : Scuola elementare d'Alberto Lattuada
- 1956 : Paris, Palace Hôtel d'Henri Verneuil
- 1956 : Crime et châtiment de Georges Lampin
- 1957 : Charmants Garçons d'Henri Decoin
- 1957 : Quand la femme s'en mêle d'Yves Allégret
- 1959 : Katia de Robert Siodmak
- 1959 : Normandie-Niemen de Jean Dréville et Damir Viatich Berejnykh
- 1960 : La Française et l'amour : Le divorce de Christian-Jaque
- 1961 : Cartouche de Philippe de Broca
- 1961 : La Chambre ardente de Julien Duvivier
- 1963 : Blague dans le coin de Maurice Labro
- 1963 : Germinal d'Yves Allégret
- 1973 : La Main à couper d'Étienne Périer
- 1973 : Les Amazones de Terence Young

### Dialoguiste
- 1932 : Le Martyre de l'obèse de Pierre Chenal
- 1935 : La Bandera de Julien Duvivier
- 1935 : Les Époux scandaleux de Georges Lacombe
- 1935 : Sous la griffe de Christian-Jaque
- 1936 : Les Bas-fonds de Jean Renoir
- 1936 : Le Mioche de Léonide Moguy
- 1940 : L'Empreinte du dieu de Léonide Moguy
- 1941 : L'Assassinat du père Noël de Christian-Jaque
- 1941 : La Maison des sept jeunes filles d'Albert Valentin
- 1941 : Péchés de jeunesse de Maurice Tourneur
- 1942 : Le Comte de Monte-Cristo de Robert Vernay
- 1942 : Le Lit à colonnes de Roland Tual
- 1943 : La Vie de plaisir d'Albert Valentin
- 1944 : Les Caves du Majestic de Richard Pottier
- 1946 : L'Idiot de Georges Lampin
- 1946 : L'Homme au chapeau rond de Pierre Billon
- 1946 : Panique de Julien Duvivier
- 1946 : La Revanche de Roger la Honte d'André Cayatte
- 1947 : Les Chouans d'Henri Calef
- 1947 : Route sans issue de Jean Stelli
- 1948 : Une belle garce de Jacques Daroy
- 1949 : Portrait d'un assassin de Bernard Roland
- 1951 : La nuit est mon royaume de Georges Lacombe
- 1952 : Les Sept péchés capitaux : L'Avarice et la colère de Eduardo De Filippo
- 1953 : Jeunes Mariés, de Gilles Grangier
- 1953 : Thérèse Raquin de Marcel Carné
- 1955 : Rencontre à Paris de Georges Lampin
- 1956 : Crime et châtiment de Georges Lampin
- 1961 : La Chambre ardente de Julien Duvivier
- 1963 : Germinal d'Yves Allégret
- 1963 : Mathias Sandorf de Georges Lampin
- 1963 : Blague dans le coin de Maurice Labro
- 1965 : Un milliard dans un billard de Nicolas Gessner

### Réalisateur
- 1948 : Le Mystère Barton